# Paulius Jankūnas
Paulius Jankūnas (Kaunas, Lituania, 29 de abril de 1984) es un  exjugador de baloncesto lituano que mide 2,05 m y cuya posición en la cancha es la de ala-pívot. A fecha de junio de 2022 es el jugador con más partidos y rebotes en la historia de la Euroliga.

## Clubes
- Žalgiris Kaunas  (2003-2009)
- khimki  (2009-2010)
- Žalgiris Kaunas (2010-2022)